# Lukkertid
Lukkertid er den tid, hvor lukkeren i et kamera er åben. Kaldes også eksponeringstid.
Det ses ofte fejlagtigt stavet "lukketid", grundet autocorrect og stavekontrol, dette er dog ukorrekt.
Jo længere tid lukkeren er åben, desto mere lys får lov at slippe ind i kameraet. Lange lukkertider vil medføre en udtværing af motiver i bevægelse (eller af kameraets bevægelser og rystelser), og det kan efter smag bruges som stilistisk element i et fotografi. Et hyppigt motiv er f.eks. natoptagelser, hvor billygter trækkes ud til lange "lyslinier".
Hvis man ikke ønsker, at bevægelsen ses på fotografiet, må man mindske lukkertiden, indtil udtværingen bliver passende lille. Hvor kort tiden skal være, afhænger af flere faktorer:
- Motivets hastighed
- Objektivets brændvidde sammenholdt med film/sensorformatet.
- Størrelsen af det færdige fotografi sammenholdt med betragtningsafstanden
- Fotografens evner til at holde kameraet stille, hvis det håndholdes.

En tommelfingerregel, som har været meget anvendt ved 35-mm fotografering, er at indstille lukkertiden til 1/[brændvidden i mm]. Altså hvis man bruger et tele-objektiv på 300 mm, skal lukkertiden helst være under 1/300. Men da det kun er en tommelfingerregel, kan den sagtens brydes med godt resultat.

## Lukkertrin
Lukkertiden måles i sekunder og brøkdele af sekunder. Normalt kan lukkertider indstilles fra 1/8000-del af et sekund og op til 30 sekunder.
- 1/8000
- 1/4000
- 1/2000
- 1/1000
- 1/500
- 1/250
- 1/125
- 1/60
- 1/30
- 1/15
- 1/8
- 1/4
- 1/2
- 1"
- 2"
- 4"
- 8"
- 15"
- 30"

Lukkertrin kan også opdeles i halve og tredjedels trin.